# Dissona
Dissona is een geslacht van weekdieren uit de klasse van de Gastropoda (slakken).

## Soorten
- Dissona reflexa Cate, 1973
- Dissona tarasconii Bozzetti, 2007
- Dissona tosaensis (Azuma & Cate, 1971)